# フランス式庭園

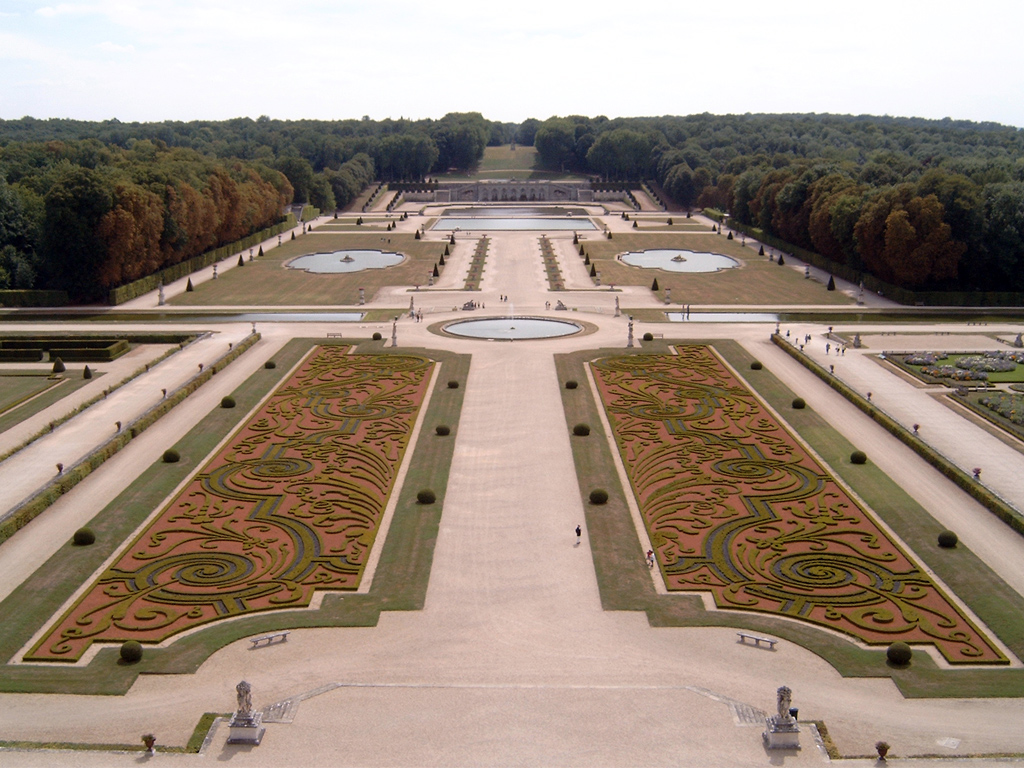
ヴォー＝ル＝ヴィコント城庭園

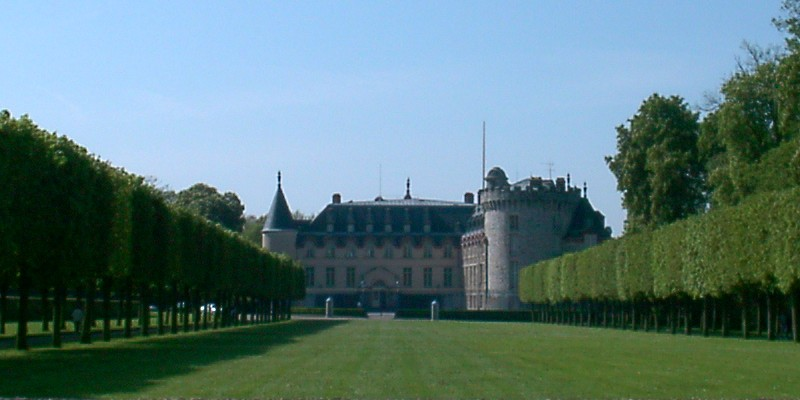
ランブイエ城の庭園

フランス式庭園（フランスしきていえん、英語 French garden, フランス語 Jardin français）は、西洋風の庭園の様式のひとつ。フランス式整形庭園とも。

## 概説
主には平坦で広大な敷地に軸線（ビスタ）を設定しての左右対称性、幾何学的な池の配置や植栽の人工的整形などを特徴とし、17世紀から18世紀にかけて主にフランスで発達した平面幾何学式庭園を指す。斜面を利用したイタリアの露壇（テラス）式庭園の様式がフランスの国土や政治形態にあった形に生まれ変わったスタイルで、その後世界的に大流行した。代表例にルイ14世の命により造園家アンドレ・ル・ノートルが考案したヴェルサイユ宮殿の庭園があり、その成功により、イギリス王室はじめ周辺各国の貴族庭園に多大な影響を及ぼした。その整形性は自然の規則性を反映するものであったが、設計の単調さにより「死せる野」と評されることもあり、18世紀以降はフランス風景式庭園が主流になっていった。

## フランス式庭園への発展
フランスでも農業を営むには空地を耕さねばならない。そのうえ、しばしば侵入者から畑を守らねばならなかった。フランス人が早くから庭や畑に大きな愛情を抱いたのはこうしたことに由来し、フランス人が、「祖先の聖なる土地」を守るとき、彼らは村や町のことよりも、その庭や畑のことを考えているとされる。庭は数世紀についてはプレオ（中庭）形式であり、わが身を守るために城塞の陰に身をひそめていなければならなかったが、これはブレ・オー「高みなる草地」であって、高所に造られたひとひらの小さな草地、近くの野原の斜面に作られた矩形の草原を意味した。
フランスの庭が開花したのはルネサンス以降で特に宗教戦争の終わり頃からで、農業の振興と君主制下の社会の建設に力を注いだシュリーの時代以降、庭園もまたそれに伴って飛躍的な発展をとげた。他の国と異なり、フランスでは農業の発展、社会の展開、造園の三者間はつねに密接な関係があったのである。
15世紀末ごろからフランスの庭に新しい息吹きが吹き込まれる。「ゆたかなイタリア美術とナポリで見た素晴らしく美しい庭に魅せられて」帰って来たシャルル8世は、イタリアから一群の造園家たちを呼び寄せて、ガイヨン、アンボワーズ、ブロワなどの王宮の庭を造らせている。しかしナポリの造園家たちの才能にもかかわらず、この貢献もまた、ロベール・ダルトワの「技師」たちの場合同様、フランスの庭の精神を変えることはなく、ほんのわずか新しい要素を付け加えたに過ぎず、庭の周囲に立木を組合せてトンネルをつくり、そのドームの上にアサガオやバラ、蔓草などを這わせ、またブロワでほ木枠に鮮かな色を塗ったり、それを金メッキで際立たせたりしている程度である。このことについてジョルジュ・シモンは『庭』（1943年）において、ルネサンスのイタリア式庭園には大いなる構想や広い眺望が欠如していた、建物の平面がつねに不規則でそういったものになじまなかったのである、と説いているほか、ルネサンス期では庭が住居と同時に造られたのではなく、庭は、それ自身も好みにあわせて手を加えられた中世の城塞に、あとから「付け加えられた」としている。
ジュリア・S・ベラルの『図説庭園史』によると、庭園には野生の花が咲き乱れ、その種類としてひなぎく、うまのあしがた、おだまき草、釣鐘草、蘇、紫のクロッカス、サフラン、すずらん、桜草、すみれ、雪割草、パンジーなどのほか、野ばら、百合、シャクヤク、アイリスなども植えられたとしている。鉢植えの赤いカーネーションは当時流行の花であったという。ついで十字軍によって、サンザシ、タチアオイ、ライラックが、コンスタンチノポリスやダマスクスからもたらされ、苔におおわれた石造りのベンチも、ほぼひとしい間隔をおいて配置されたことが知られている。
ほか烏龍や噴泉、さらには幹を丸いベンチで囲んだりんごや桜の木もあるほか、ジュリア・ベラルによれば、当時、芝生の部分が休息や遊戯、踊りの場として用いられ、それ以外の部分はふつう、煉瓦や石や板でふち取られて花鳩や花壇になっていたという。庭のこの部分は、犬が入り込まぬよう木の柵で守られて、そうした柵は往々にしてその所有者の紋章の色で塗られていたという。こうした庭の様子をかなり細かいところまで知りえるのは、いわゆる中世の「花模様」のタビストリーを織り出す職人たちのモデルになり、またそれはさまざまなミニアチュール、たとえばシャンティイ城の美術館の「ベリー公のいとも豪華なる時祷書」やクルシウスの「本革書」、あるいはアルセナル図書館の「ヴァレール・マキシム」（5196番第357葉裏）や「ルノー・ド・キントーパン」（5072番第71葉裏）などにもみられるためである。
この時代の特色は庭に関する著作がたくさん現われたことである。このことは、庭がフランス人の心のなかで、それ独白の生命をもつものとなりはじめていたことがわかる。数多い著作のうち注目すべきものとしては、シャルル・エスティエンヌの『プレジディウム・ルステイクム＝円舎の土地』や、アントワーヌ・ゾーの『園芸』（1576年）、ジャン・リボーの『田園の住宅』（1583年）が挙がる。さらにフランスのもっともすぐれた城館とされるジャック・アンドルーエ・デュ・セルソーの図面集（1576年）などが出版されている。デュ・セルソーの図面はすべて実際にその地を訪れて描いたものであるとされるが、この図面から、そのころの庭のほとんどが、大きな四角い花垣に仕切られた市松模様になっていたことがよく分かる。
1600年に出版されたオリグィユ・ド・セール『農業一覧』では、庭についてもいろいろと記述されている。また17世紀半ばになると、ドニフ・バロードリーの『庭園論』（1636年）や、アンドレ・モレの『庭の娯しみ』（1651年）など、専門家が記述した庭園設計についても多く出版させた。そこに述べられている庭園理論は、明らかにル・ノートルの才へと繋がるものである。モレはその中で、「ファサードに垂直な大きな並木道を造ること、この並木道は必ず彫像または噴泉で終わり、その始点、すなわち館の前面に、半円また方形の大きな広場をとって、広い眺望を遮ぎるものが無いようにする」ことをすすめている。

## 代表的なフランス庭園

### フランス

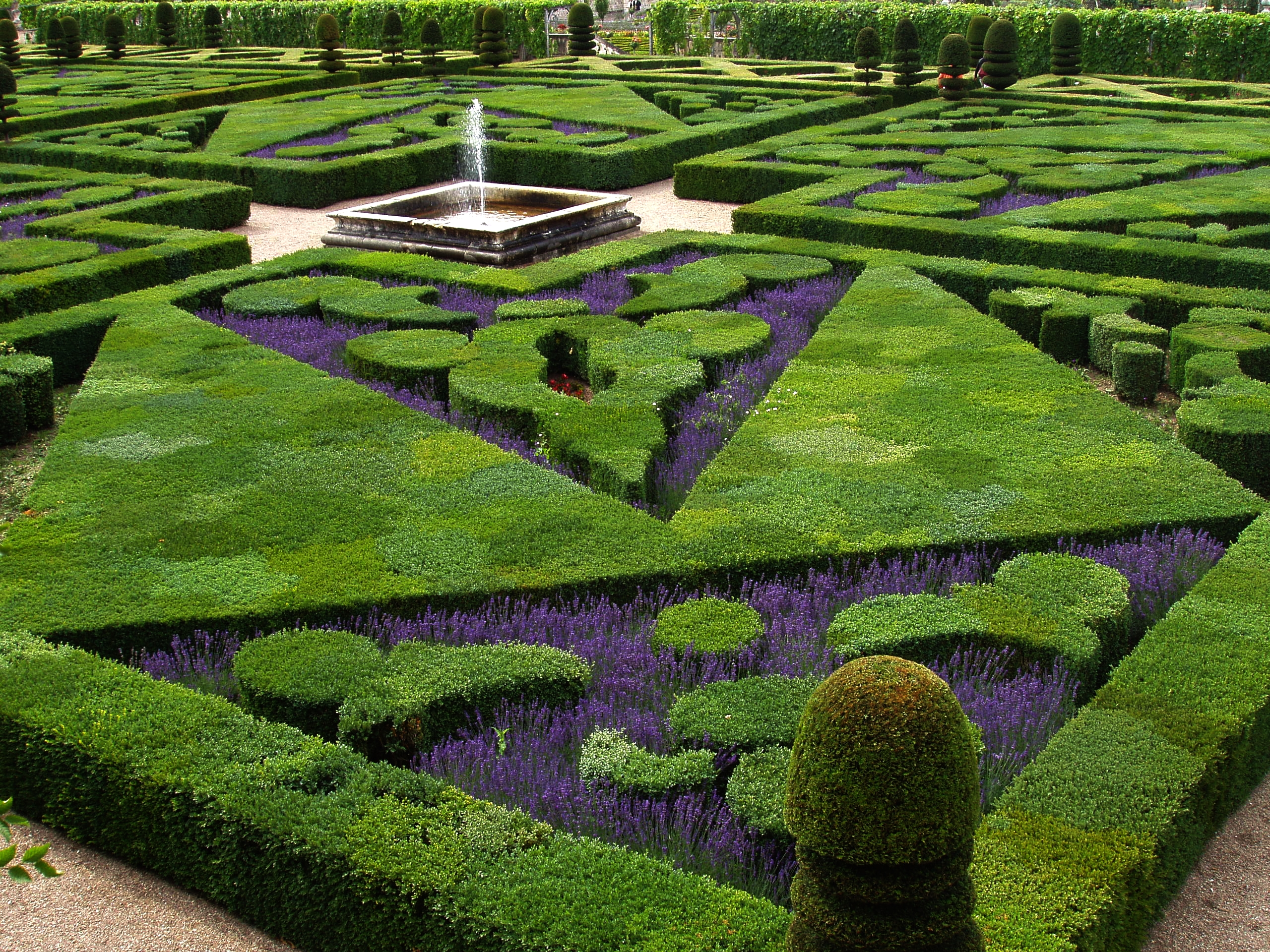
ロワール渓谷・ヴィランドリー城の庭園

- ヴェルサイユ宮殿庭園 － パリ
- ヴォー＝ル＝ヴィコント城庭園
- ヴィランドリー城庭園
- マルリー＝ル＝ロワ宮殿庭園
- フォンテーヌブロー宮殿庭園
- シャンティイ城庭園
- ソー公園
- コンピエーニュ宮殿庭園
- ランブイエ宮殿庭園
- シャンボール城庭園
- シュノンソー城庭園
- テュイルリー宮殿

### ドイツ

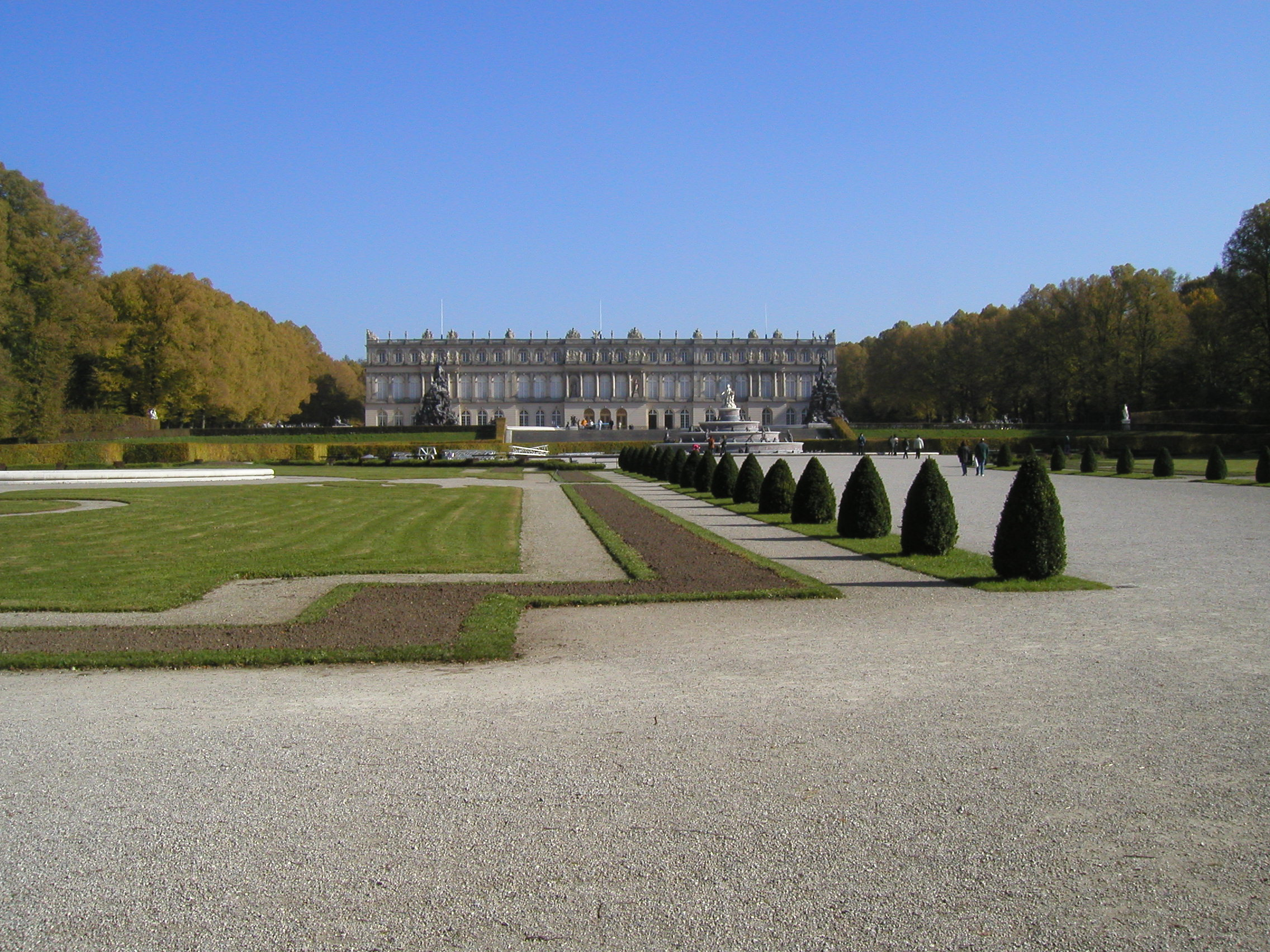
ヘレンキームゼー城の庭園

- シャルロッテンブルク宮殿庭園 － ベルリン
- サンスーシ宮殿庭園 － ポツダム
- ニンフェンブルク城庭園 － ミュンヘン
- シェライスハイム城庭園 － オーバーシュライスハイム
- ヘレンキムゼー城庭園
- ツヴィンガー宮殿庭園 － ドレスデン
- ピルニッツ宮殿庭園
- ヘレンハウゼン王宮庭園 － ハノーファー
- カールスルーエ宮殿庭園
- ファヴォリーテ宮殿庭園 － バーデン＝バーデン

### オーストリア

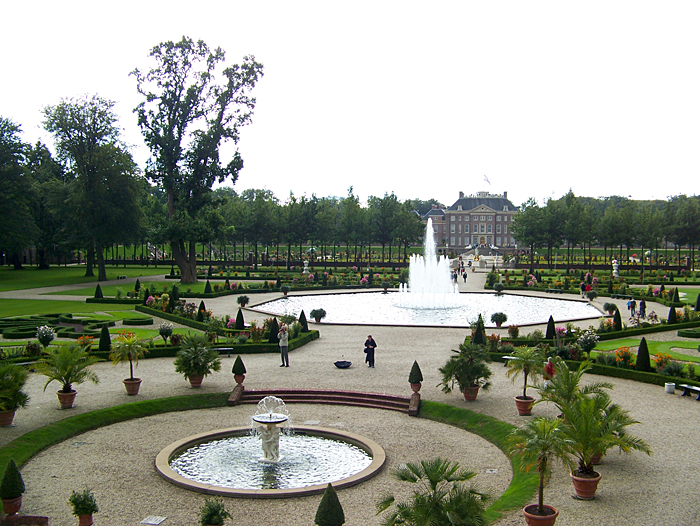
ヘット・ロー宮殿庭園

- シェーンブルン宮殿庭園 － ウイーン
- シュロスホーフ城庭園
- ベルヴェデーレ宮殿庭園

### オランダ
- ヘット・ロー宮殿庭園 － アペルドールン
- ハームステッド宮殿庭園

### イギリス
- ハンプトンコート宮殿庭園 － ロンドン
- チャッツワース・ハウス庭園
- バドミントン宮殿庭園

### ロシア
- ペテルゴフ宮殿庭園
- ツァールスコエ・セローの庭園
- オスタンキーノ宮殿庭園

### その他の地域
- ラ・グランハ宮殿庭園 － スペイン・セゴビア
- ケルス宮殿庭園 － ポルトガル
- カゼルタ宮殿庭園 － イタリア・ナポリ
- ドロットニングホルム宮殿庭園 － スウェーデン

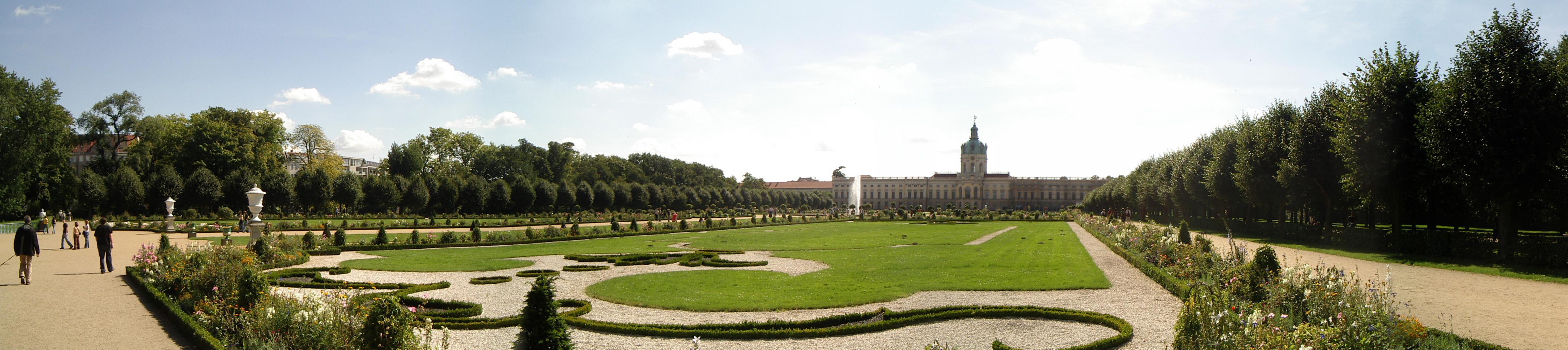
シャルロッテンブルク宮殿の庭園（ドイツ）

## 日本における受容
近代日本において洋館が建設されるようになると、これに付随して芝庭などを配した西洋風の庭園も徐々に制作されるようになった。代表的なものに赤坂離宮（1909年完成）がある。
また横浜や神戸など明治の外国人居留地や、都市部においても近代（西洋）的な公園の造営も行われ、整形した垣根、幾何学的に配置された道路・水路・噴水など、フランスの平面幾何学式庭園（整形庭園）に見られる要素が導入された。ただし、これに加えてイギリス式庭園の要素を折衷した「西洋風庭園」として作庭・鑑賞されることが多い。これはこの時期本国イギリスのイギリス式庭園でも邸宅の近くは花壇を設置して幾何学的に庭園を設計し、遠くになるにつれて風景式にしているためである。

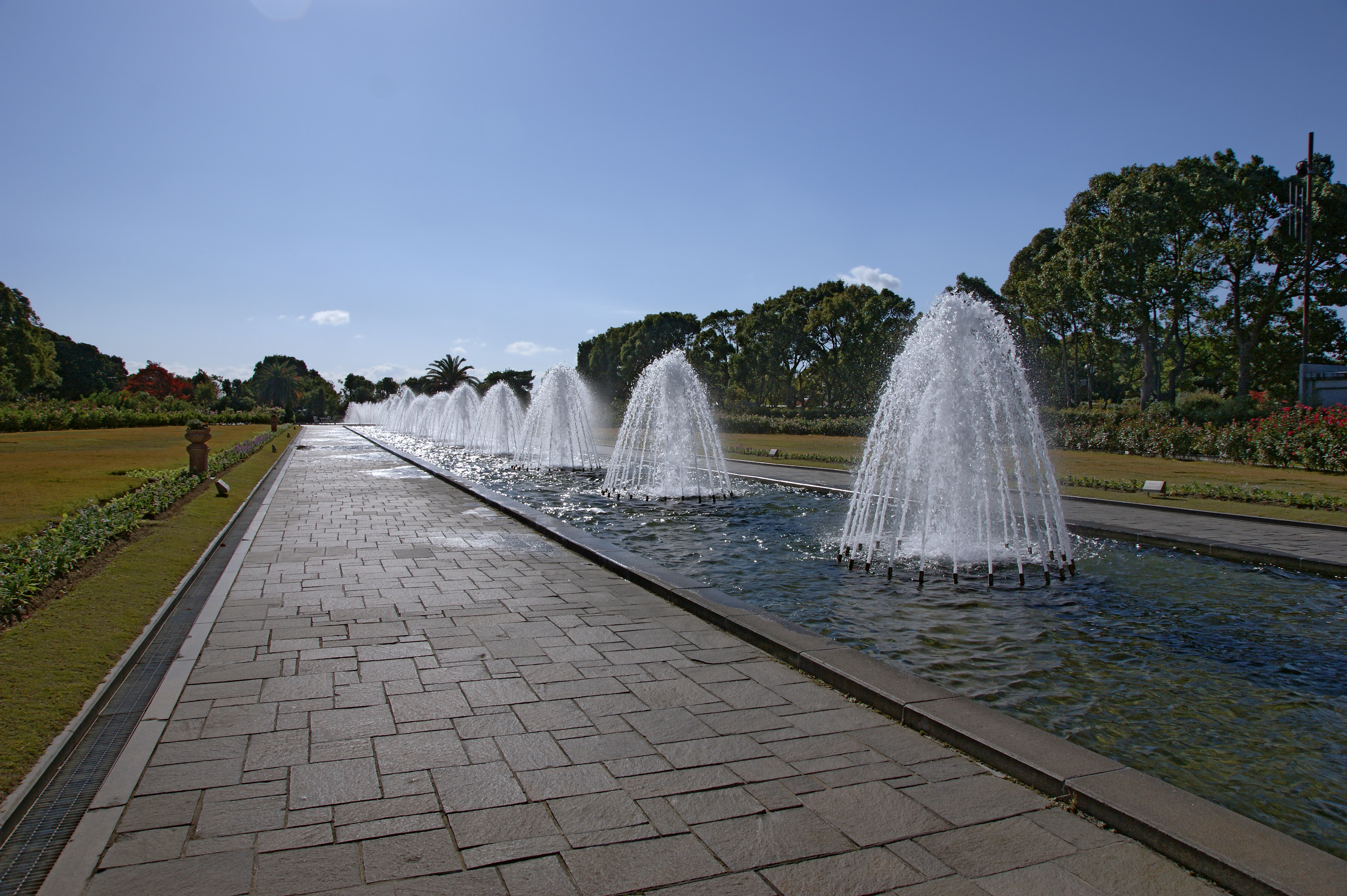
旧武庫離宮（須磨離宮公園）

本多静六らの日比谷公園（1903年開園）やアンリ・マルチネ（Henri Martinet）の設計による新宿御苑（1906年完成）、福羽逸人の庭園設計による武庫離宮（須磨離宮、1914年完成）は平面幾何学式庭園・風景式庭園・日本庭園など複数の様式を組み合わせて作られている。国会前庭、東京都庭園美術館（旧朝香宮邸）、千葉県松戸市にある千葉大学園芸学部（旧千葉高等園芸学校）、宇都宮大学農学部（旧宇都宮高等農林学校）庭園にも同様の形式をもつ庭園群を敷地に備える。後者2つの学校庭園は教材として構えている。
この形式の庭園が構える大広場や、そこに繋がる一直線に伸びた道路は、18世紀の都市計画にも大きな影響を与えたことが知られている。放射に伸びた道路と道路の交差位置に円形の空地を置くパターンは関東大震災後フランスから帰国した建築家中村順平が発表した「大東京市復興計画案 平面図」の道路網パターンでもその片鱗がうかがえる。またそうした幾何学的な園路パターンはイサム・ノグチ設計のモエレ沼公園でも採用されている。

### 日本における代表例（現存）
- 日比谷公園（1903年）
- 新宿御苑のフランス式整形庭園（1906年）
- 迎賓館赤坂離宮の庭園（1909年）
- 神戸市立須磨離宮公園の本園（1914年）
- 千葉大学大学院園芸学研究科・園芸学部松戸キャンパスの西洋庭園（1925年以前）[5]
- 宇都宮大学峰キャンパスのフランス式庭園（1926年）[6]
- 国会前庭の北庭（1936年）
- 東京都庭園美術館の西洋庭園
- 長崎ハウステンボスの庭園（1992年）- 17世紀にル・ノートルの弟子ダニエル・マローによってオランダ・ハウステンボス宮殿のために設計されたが実現しなかった庭園設計スケッチをもとにしたもの[7]

## 関連文献
- 佐々木邦博「ル・ノートルとフランス式庭園」進士五十八・白幡洋三郎編『造園を読む－ランドスケープの四季－』所収、彰国社、1993